# Geum laciniatum
Geum laciniatum är en rosväxtart som beskrevs av Johan Andreas Murray. Geum laciniatum ingår i släktet nejlikrotsläktet, och familjen rosväxter. Utöver nominatformen finns också underarten G. l. trichocarpum.

## Bildgalleri

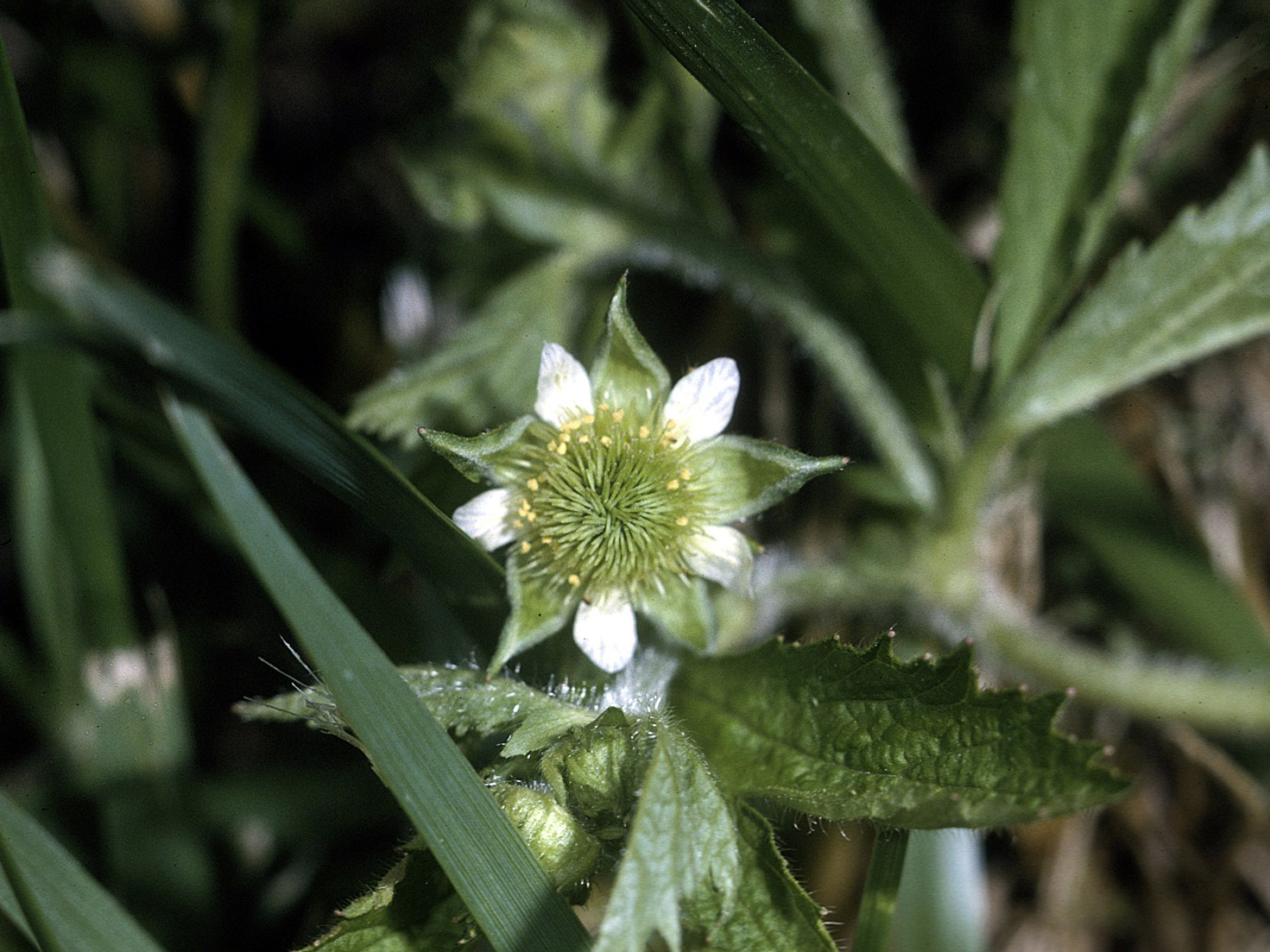
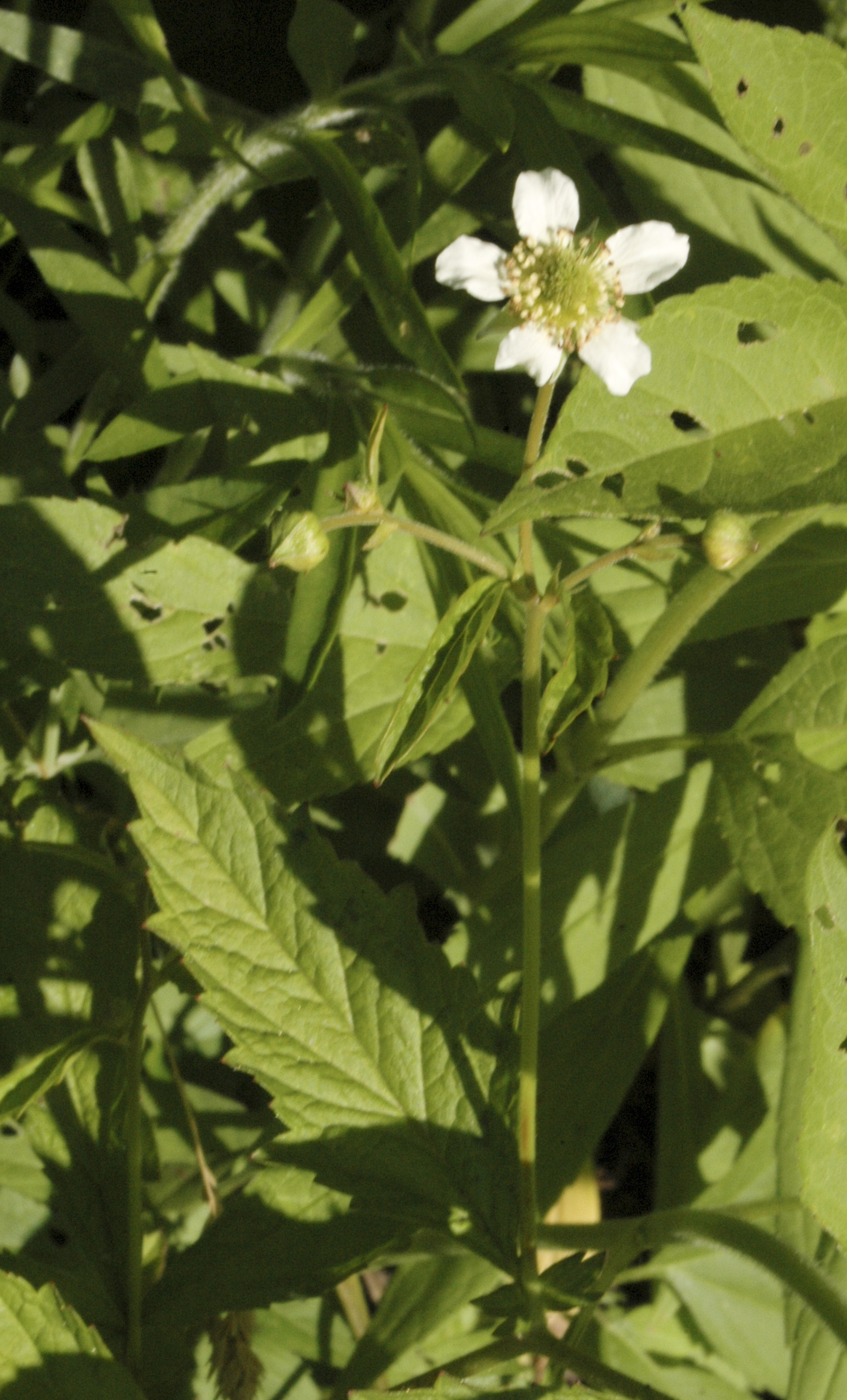